# Eliminatórias da Copa do Mundo FIFA de 2010 - América do Norte, Central e Caribe (segunda fase)
Resultados das partidas da segunda fase das eliminatórias norte, centro-americanas e caribenhas para a Copa do Mundo FIFA de 2010. 
As equipes classificadas entre 1 e 13 no ranking de seleções da CONCACAF e as 11 equipes classificadas da primeira fase disputam a fase em partidas eliminatórias de ida e volta. Os classificadados passarão para a terceira fase.

## Resultados

### Classificação Grupo 1
| 15 de junho de 2008 14:00 (UTC-7) | Estados Unidos                                                                                   | 8 – 0     | Barbados | Home Depot Center, Carson                    |
|                                   | Dempsey 1', 63' · Bradley 12' · Ching 20', 89' · Donovan 59' · Johnson 82' · Ferguson 86' (g.c.) | Relatório |          | Público: 11,476 Árbitro: MEX Marco Rodríguez |

| 22 de junho de 2008 15:00 (UTC-4) | Barbados | 0 – 1     | Estados Unidos | Kensington Oval, Bridgetown                |
|                                   |          | Relatório | Lewis 21'      | Público: 2,000 Árbitro: PAN Roberto Moreno |

| 14 de junho de 2008 20:00 (UTC-6) | Guatemala                                                  | 6 – 0     | Santa Lúcia | Estádio Mateo Flores, Cidade da Guatemala     |
|                                   | Rodríguez 5' · Ruíz 36', 40', 58', 90+3' · Trigueros 90+1' | Relatório |             | Público: 24,600 Árbitro: MEX Benito Archundia |

| 21 de junho de 2008 19:00 (UTC-7) | Santa Lúcia | 1 – 3     | Guatemala                       | Los Angeles Memorial Coliseum, Los Angeles (EUA) |
|                                   | McPhee 45'  | Relatório | Romero 24', 43' · Trigueros 86' | Público: 12,000 Árbitro: SUR Enrico Wijngaarde   |

| 15 de junho de 2008 17:30 (UTC-4) | Trinidad e Tobago | 1 – 2     | Bermudas      | Marvin Lee Stadium, Macoya                 |
|                                   | John 22'          | Relatório | Nusum 7', 38' | Público: 4,585 Árbitro: CRC Walter Quesada |

| 22 de junho de 2008 19:30 (UTC-3) | Bermuda | 0 – 2     | Trinidad e Tobago     | Estádio Nacional, Hamilton                |
|                                   |         | Relatório | Roberts 9' · John 66' | Público: 5,000 Árbitro: GUA Carlos Brates |

| 17 de junho de 2008 19:00 (UTC-4) | Antígua e Barbuda                     | 3 – 4     | Cuba                                       | Sir Vivian Richards Stadium, Saint John's  |
|                                   | Williams 9' · Skepple 13' · Simon 80' | Relatório | Colomé 10', 74' · Liñares 22' · Duarte 85' | Público: 4,500 Árbitro: PAN Roberto Moreno |

| 22 de junho de 2008 17:00 (UTC-4) | Cuba                                                   | 4 – 0     | Antígua e Barbuda | Estádio Pedro Marrero, Havana              |
|                                   | Liñares 9', 53' · Gonsalves 45+2' (g.c.) · Márquez 69' | Relatório |                   | Público: 2,000 Árbitro: CRC Walter Quesada |

### Classificação Grupo 2
| 15 de junho de 2008 15:30 (UTC-5) | Belize | 0 – 2     | México                          | Reliant Stadium, Houston (EUA)                         |
|                                   |        | Relatório | Vela 65' · Borgetti 90+2' (pen) | Público: 50,137 Árbitro: ANT Javier Jauregui Santillán |

| 21 de junho de 2008 21:00 (UTC-5) | México                                                                              | 7 – 0     | Belize | Estádio Universitario, Monterrei             |
|                                   | Vela 8' · Borgetti 9', 90+3' · Guardado 33' · Arce 45+1', 47' · Lennen 90+2' (g.c.) | Relatório |        | Público: 42,000 Árbitro: CAN Silviu Petrescu |

| 15 de junho de 2008 18:00 (UTC-5) | Jamaica                                                                             | 7 – 0     | Bahamas | Independence Park, Kingston                   |
|                                   | Gardner 17' · Phillips 23' · King 34' · Shelton 51', 66' · Goodison 75' · Daley 89' | Relatório |         | Público: 20,000 Árbitro: CAN Mauricio Navarro |

| 18 de junho de 2008 16:00 (UTC-5) | Bahamas | 0 – 6     | Jamaica                                                      | Greenfield Stadium, Trelawny (JAM)            |
|                                   |         | Relatório | Burton 29', 55' · Shelton 35', 37' (pen), 42' · Marshall 39' | Público: 10,500 Árbitro: MEX Benito Archundia |

| 4 de junho de 2008 20:30 (UTC-6) | Honduras                                      | 4 – 0     | Porto Rico | Estádio Olímpico Metropolitano, San Pedro Sula |
|                                  | de León 25' · Palacios 51' · Suazo 52', 90+2' | Relatório |            | Público: 20,000 Árbitro: JAM Courtney Campbell |

| 14 de junho de 2008 20:00 (UTC-4) | Porto Rico                    | 2 – 2     | Honduras                 | Estádio Juan Ramón Loubriel, Bayamón     |
|                                   | Megaloudis 31' · Villegas 41' | Relatório | Suazo 22' · Palacios 52' | Público: 5,000 Árbitro: GUA Walter López |

| 15 de junho de 2008 15:00 (UTC-4) | São Vicente e Granadinas | 0 – 3     | Canadá                               | Estádio Arnos Vale, Kingstown             |
|                                   |                          | Relatório | Nakajima-Farran 29' · Gerba 38', 89' | Público: 6,500 Árbitro: GUA Carlos Batres |

| 20 de junho de 2008 19:30 (UTC-4) | Canadá                               | 4 – 1     | São Vicente e Granadinas | Estádio Saputo, Montreal                  |
|                                   | de Rosario 29', 50' · Gerba 38', 63' | Relatório | James 75'                | Público: 11,500 Árbitro: SLV Joel Aguilar |

### Classificação Grupo 3
| 14 de junho de 2008 16:00 (UTC-4) | Granada                      | 2 – 2     | Costa Rica             | Estádio Nacional de Granada, Saint George's |
|                                   | P. Modeste 18' · Roberts 23' | Relatório | Alonso 39' · Núñez 76' | Público: 6,000 Árbitro: TRI Neal Brizan     |

| 21 de junho de 2008 20:00 (UTC-6) | Costa Rica                            | 3 – 0     | Granada | Estádio Ricardo Saprissa, San José        |
|                                   | Saborio 17' · Ruiz 32' · Azofeifa 90' | Relatório |         | Público: 16,000 Árbitro: USA Jair Marrufo |

| 14 de junho de 2008 16:00 (UTC-3) | Suriname      | 1 – 0     | Guiana | Estádio André Kamperveen, Paramaribo      |
|                                   | Sandvliet 52' | Relatório |        | Público: 3,000 Árbitro: NCA José Guerrero |

| 22 de junho de 2008 15:30 (UTC-4) | Guiana         | 1 – 2     | Suriname                     | Providence Stadium, Georgetown                 |
|                                   | Codrington 85' | Relatório | van Dijk 11' · Sandvliet 37' | Público: 12,000 Árbitro: JAM Courtney Campbell |

| 15 de junho de 2008 16:00 (UTC-4) | Panamá     | 1 – 0     | El Salvador | Estádio Nacional do Panamá, Cidade do Panamá   |
|                                   | Tejada 21' | Relatório |             | Público: 22,150 Árbitro: SUR Enrico Wijngaarde |

| 22 de junho de 2008 18:00 (UTC-6) | El Salvador                            | 3 – 1     | Panamá     | Estádio Cuscatlán, San Salvador              |
|                                   | Quintanilla 70', 81' (pen) · Anaya 88' | Relatório | Garcés 14' | Público: 27,420 Árbitro: MEX Marco Rodríguez |

| 15 de junho de 2008 15:00 (UTC-4) | Haiti | 0 – 0     | Antilhas Neerlandesas | Estádio Sylvio Cator, Porto Príncipe     |
|                                   |       | Relatório |                       | Público: 6,000 Árbitro: SLV Joel Aguilar |

| 22 de junho de 2008 18:00 (UTC-4) | Antilhas Neerlandesas | 0 – 1     | Haiti             | Estádio Ergilio Hato, Willemstad        |
|                                   |                       | Relatório | Martha 78' (g.c.) | Público: 9,000 Árbitro: TRI Neal Brizan |